# Gunvor Energy Rotterdam
Gunvor Energy Rotterdam (GER), voorheen Gunvor Petroleum Rotterdam, is een raffinaderij in Rotterdam-Europoort, sinds 2016 eigendom van de Zwitserse oliehandelsmaatschappij Gunvor. Daarvoor was de raffinaderij, die in 1963 gesticht is door Gulf Oil, lang eigendom van Kuwait Petroleum International. Het produceert benzine, kerosine, diesel, LPG en waterstof.

## Kuwait Petroleum
De Gulf-raffinaderij werd in 1982 overgenomen door Kuwait Petroleum. Het was de kleinste van de vijf raffinaderijen in Nederland en verwerkte 88.000 vaten ruwe olie per dag. Op de raffinaderij werkten toen ongeveer 350 mensen.
De raffinaderij verwerkte aardolie die vanuit Koeweit per tanker werd aangeleverd in de Maasvlakte Olie Terminal op de Maasvlakte ten westen van Europoort. Vandaar werd de olie via een 10 km lange pijpleiding naar de raffinaderij getransporteerd. Naast atmosferische- en vacuümdestillatie vond ontzwaveling en thermisch kraken plaats. Voorts was er een smeeroliefabriek en een van de grootste fabrieken van bitumen in Nederland. Dit product wordt veelal gebruikt als asfalt in de wegenindustrie en als basis voor dakbedekkingen. In januari 2011 is de nieuwe zwavelfabriek in bedrijf genomen en verder is een vierde ketelhuis opgestart. In deze installaties is ongeveer US$100 miljoen geïnvesteerd.
In 2006 waren er concrete plannen de raffinaderij te verkopen aan de Russische oliemaatschappij Lukoil. Deze verkoop ging niet door. In april 2014 werd een groot investeringsplan voor de raffinaderij geannuleerd. In plaats van de bouw van een extra kraker ter waarde van 1 miljard euro werd zwaar in de kosten gesneden om de resultaten te verbeteren.

## Gunvor
In het najaar van 2015 is de raffinaderij verkocht aan de Zwitserse oliehandelsmaatschappij Gunvor. Dit bedrijf, met een jaaromzet van US$88 miljard in 2014, had al twee raffinaderijen in Europa en voegde met de overname hieraan een derde toe. De productie van smeerolie in Rotterdam is gestaakt, waarmee ongeveer een derde van 350 banen verloren ging. In januari 2016 werd een eenzijdig akkoord bereikt over een sociaal plan voor de betrokken werknemers, waarmee het laatste obstakel is weggenomen. Per 1 februari zijn de aandelen overgegaan naar Gunvor en de nieuwe naam werd Gunvor Petroleum Rotterdam.´
In oktober 2016 maakte Gunvor een investeringsplan bekend ter waarde van €300 miljoen, uitgesmeerd over drie jaar. Gunvor wil met de investering de raffinaderij 30% energiezuiniger maken, de capaciteit verhogen en meer producten maken met een hogere kwaliteit. Nafta zal worden verwerkt tot producten met een hoog octaangehalte, die weer als grondstof voor autobrandstoffen kunnen dienen. Deze plannen zijn nooit doorgezet.
Vanaf januari 2023 is de raffinaderij ondergebracht bij Gunvor Energy Rotterdam BV.
Eind 2024 maakte Gunvor bekend dat het de productie van motorbrandstoffen in Rotterdam tijdelijk staakt. De raffinaderij wordt stilgelegd vanwege een afnemende vraag, concurrentie uit Afrika en het Midden-Oosten en stijgende kosten. De opslagtanks blijven wel in gebruik.